# 1,000,000☆スマイル
「1,000,000☆スマイル」（ミリオン・スマイル）は、SUPER☆GiRLSの4枚目のシングル。2012年4月18日にiDOL Streetから発売された。

## 概要
前作から半年ぶりのシングルで、オリジナルメンバー秋田恵里の卒業後初めてリリースされたシングルでもある。
発売日は当初4月25日と発表されていたが、のちに4月18日へ変更された。
ライブでの初披露は2012年4月4日にSHIBUYA-AXで行われた「SUPER☆GiRLS 1st Live Tour 〜エビバディSMiLE!!〜」。
発売翌週には次作「プリプリ♥SUMMERキッス」のMV撮影が行われ、またライブでも、2012年4月29日に日比谷野外大音楽堂で行われた「SUPER☆GiRLS 1st Live Tour 〜エビバディSMiLE!!〜」で初披露された。

## 収録曲
タイアップは、SUPER☆GiRLSの項目を参照

### CD+DVD (ジャケットA)
CD
1. 1,000,000☆スマイル
  - 作詞：BOUNCEBACK、作曲：BLUE☆BiRDS、編曲：清水武仁、ats-、ブラスアレンジ：鈴木Daichi秀行
2. 星屑ラブソング
  - 作詞、作曲：栗原暁(Jazzin' park)、編曲：永井ルイ

DVD
1. 1,000,000☆スマイル (Music Video)
2. 1,000,000☆スマイル (メンバー別個別CM集)

### CD ONLY (ボーナストラック付) (ジャケットB)
1. 1,000,000☆スマイル
2. 星屑ラブソング
3. MAX!乙女心 (Switch Vocal ver.) 
  - 作詞：BOUNCEBACK、作曲：松田純一、編曲：鈴木Daichi秀行

### CD ONLY (ジャケットC)
1. 1,000,000☆スマイル
2. 星屑ラブソング
3. 1,000,000☆スマイル (Instrumental)
4. 星屑ラブソング (Instrumental)

### CD ONLY (イベント会場・mu-moショップ限定盤) (ジャケットD)
1. 1,000,000☆スマイル
2. 星屑ラブソング
3. オリジナルCDドラマ 「SUPER☆GiRLS 超絶学園 スクールデイズコレクション　生徒会の新メンバーは誰!?」

なお、「メンバー別特典付きCD」のCDは「CD ONLY (イベント会場・mu-moショップ限定盤) (ジャケットD)」と同等のものである。

## イベント
| 日程                                         | 公演名                                                 | 会場                                                                          | 備考 |
| -------------------------------------------- | ------------------------------------------------------ | ----------------------------------------------------------------------------- | --- |
| 2012年 3月17日・ 3月20日・ 3月24日・ 4月15日 | 予約購入イベント グループ別握手会                      | avex本社                                                                      | |
| 4月18日（中止）                              | 発売記念「感謝のキモチを込めて、お店にお邪魔します!!」 | SHIBIYA TSUTAYA アニメイト秋葉原 タワーレコード秋葉原 HMV札幌ステラプレイス   | グループ別握手会 多数のメンバー・スタッフがインフルエンザに罹ったため、3日間とも中止となり6月3日・4日に振替られた |
| 4月19日（中止）                              | 発売記念「感謝のキモチを込めて、お店にお邪魔します!!」 | アキバ☆ソフマップ1号店 アニメイト秋葉原 HMVラゾーナ川崎 HMV札幌ステラプレイス | グループ別握手会 多数のメンバー・スタッフがインフルエンザに罹ったため、3日間とも中止となり6月3日・4日に振替られた |
| 4月20日（中止）                              | 発売記念「感謝のキモチを込めて、お店にお邪魔します!!」 | アキバ☆ソフマップ1号店 タワーレコード秋葉原 HMV大宮LOFT                       | グループ別握手会 多数のメンバー・スタッフがインフルエンザに罹ったため、3日間とも中止となり6月3日・4日に振替られた |
| 4月21日                                      | 発売記念「きらめかせる 絶対！ミリオン☆スマイル」       | サンライズビル                                                                | グループ別握手会                                                                                                  |
| 4月30日                                      | 発売記念「きらめかせる 絶対！ミリオン☆スマイル」       | サンライズビル                                                                | グループ別握手会                                                                                                  |
| 5月3日                                       | 発売記念「きらめかせる 絶対！ミリオン☆スマイル」       | 竹芝ニューピアホール                                                          | グループ別握手会                                                                                                  |